# Pseudosmittia conigera
Pseudosmittia conigera är en tvåvingeart som beskrevs av Freeman 1954. Pseudosmittia conigera ingår i släktet Pseudosmittia och familjen fjädermyggor. Inga underarter finns listade i Catalogue of Life.